# Konrad Dzięgielewski
Konrad Dzięgielewski (ur. 21 stycznia 1903 w Piaskach Małych koło Malborka, zm. 30 września 1977 w Poznaniu) – polski okulista, doktor medycyny, profesor. W latach 1951–1955 kierownik poznańskiej Kliniki Okulistycznej.

## Życiorys
Jego ojcem był Władysław, urzędnik kolejowy, a matką Helena z domu Godlewska. Do szkoły podstawowej uczęszczał w Appelhülsen. Po I wojnie światowej przeprowadził się wraz z rodzicami z Niemiec do polskich Chojnic, gdzie uzyskał maturę w 1924 i rozpoczął studia na Wydziale Lekarskim Uniwersytetu Poznańskiego. W 1927 zaczął pracę w Klinice Okulistycznej kierowanej wówczas przez Witolda Kapuścińskiego. Dyplom doktorski uzyskał w 1931. Jeszcze przed wojną, w 1934, ożenił się z Pelagią Urbańską, z którą miał czworo dzieci (troje ukończyło medycynę). Gotowa praca habilitacyjna przygotowana na podstawie preparatów histopatologicznych spłonęła w czasie walk o Poznań w 1945 i w okresie powojennym nie została już nigdy odtworzona. W czasie wojny początkowo został zmobilizowany i wysłany w głąb kraju. Po powrocie do Poznania praktykował jako lekarz dla ludności polskiej (klinikę objął lekarz niemiecki). 
Pod koniec wojny do Poznania wrócił także prof. Kapuściński, który z powrotem objął w reaktywowanej Klinice funkcję kierownika, a K. Dzięgielewski - stanowisko adiunkta (luty 1945). Gdy W. Kapuściński zmarł (1951), jego następcą na pozycji kierownika poznańskiej Kliniki Okulistycznej został właśnie Konrad Dzięgielewski, który w 1954 otrzymał ponadto tytuł zastępcy profesora. Kliniką kierował do końca 1955, a w Katedrze Okulistyki pracował do 1957. Następnie pracował w poznańskim szpitalu MSW oraz był (od 1961) ordynatorem okulistyki w szpitalu przy ul. Krysiewicza. Na emeryturze od 1973. Zmarł 30 września 1977 roku i został pochowany 4 października na cmentarzu Górczyńskim w Poznaniu.
Był członkiem Polskiego Towarzystwa Okulistycznego (w latach 1951-1956 szef oddziału poznańskiego PTO). Publikował w czasopismach krajowych i zagranicznych, m.in. w „Klinice Ocznej". Odznaczony m.in. Krzyżem Kawalerskim Orderu Odrodzenia Polski (1977).